# Phaonia mogii
Phaonia mogii är en tvåvingeart som beskrevs av Shinonaga och Hiromu Kurahashi 2006. Phaonia mogii ingår i släktet Phaonia och familjen husflugor. Inga underarter finns listade i Catalogue of Life.